# Pożary lasów w Szwecji (2018)
Pożary lasów w Szwecji – seria pożarów, które swoim zasięgiem objęły tereny południowej i północnej Szwecji. Pożary rozpoczęły się pod koniec maja 2018 w Västmanland. Ogólnokrajowa fala rozpoczęła się na początku lipca, a nasiliła się od 15 lipca na południu i północy kraju. Według władz szwedzkich do 24 lipca spaliło się 25 tys. ha lasów.

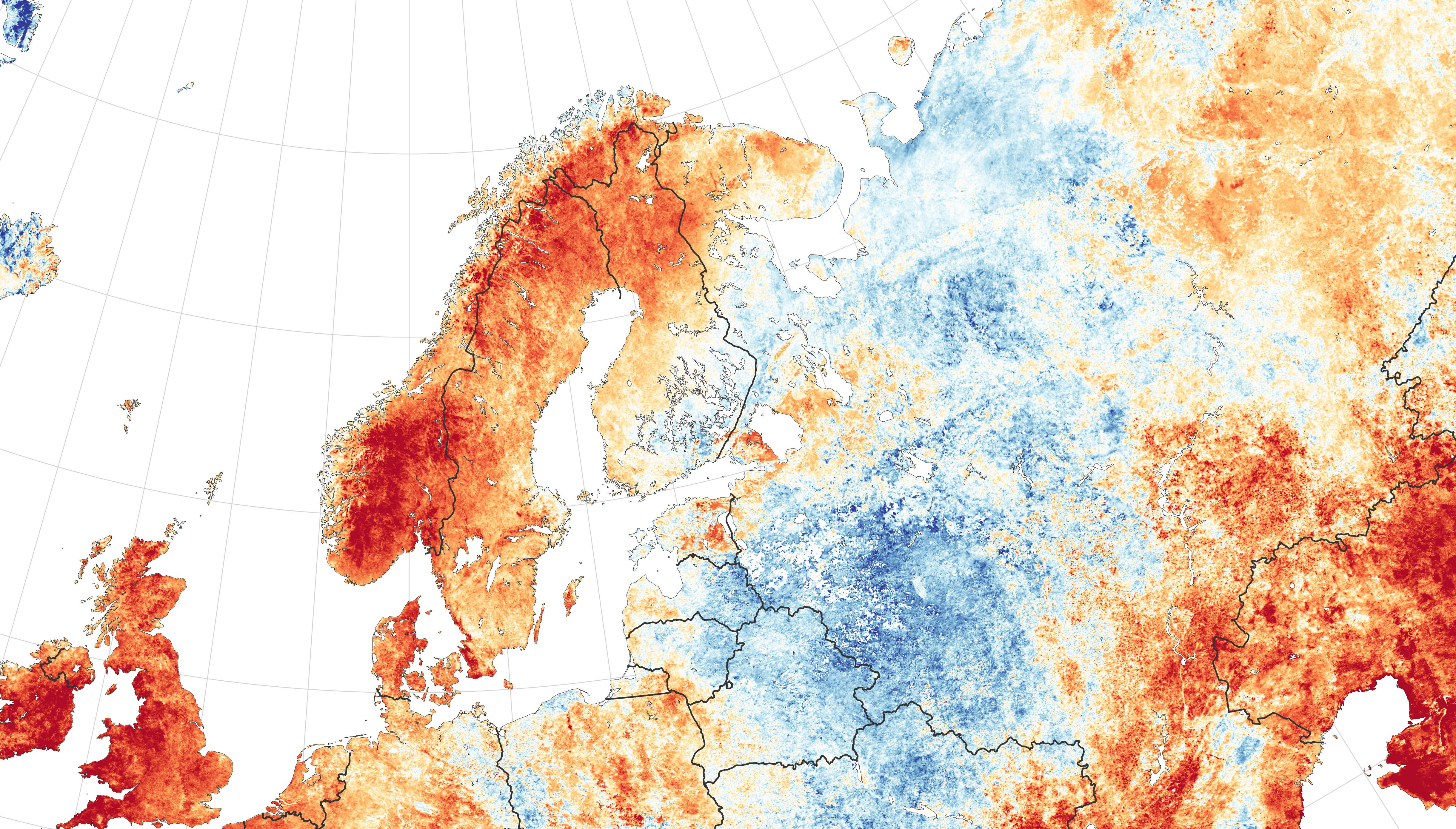
Mapa anomalii temperatur w Skandynawii w dniach 1–15 lipca 2018

20 lipca trwało 25 pożarów lasów, a następnego dnia już 70, z których 15 rozwijało się w sposób niekontrolowany. Największy pożar wybuchł w Fågelsjö-Lillåsen w regionie Jämtland i objął ponad 2,5 tys. ha. Tylko do 23 lipca 2018 straty spowodowane pożarami przekraczają 900 milionów koron szwedzkich. Przyczyną pożarów była największa od 74 lat susza. Niektóre pożary zapoczątkowały niewygaszone jednorazowe grille.
W ramach Europejskiego Mechanizmu Obrony Ludności Szwecja otrzymała pomoc m.in. z 
Polski,
Włoch, Francji, Niemiec, Danii i Litwy. Do akcji gaszenia pożarów wysłano m.in. 5 samolotów, 6 śmigłowców, 67 pojazdów naziemnych.  W gaszeniu pożarów brało udział 340 strażaków spoza Szwecji, w tym 139 strażaków w 44 wozach gaśniczych z Polski. Akcji ratowniczej towarzyszyła ewakuacja ludności z obszarów objętych zagrożeniem pożarowym. Według danych na 24 lipca w Szwecji wystąpiło 38 pożarów, w tym największe w Gävleborgu, Jämtland, zachodniej części Norrland oraz w Dalarna.
Z uwagi na skalę pożarów postanowiono zastosować innowacyjne rozwiązanie: do walki z żywiołem użyty został zapas śniegu, przygotowany na marzec 2019 roku, na narciarski Bieg Wazów.